# Ceriscoides mamillata
Ceriscoides mamillata är en måreväxtart som först beskrevs av William Grant Craib, och fick sitt nu gällande namn av Deva D. Tirvengadum. Ceriscoides mamillata ingår i släktet Ceriscoides och familjen måreväxter. Inga underarter finns listade i Catalogue of Life.